# IV Región Militar
La IV Región Militar, también conocida como Capitanía General de Cataluña, es una subdivisión histórica del territorio español desde el punto de vista militar en cuanto a la asignación de recursos humanos y materiales con vistas a la defensa. Su función básica era vigilar los Pirineos Orientales, y controlar la importante región catalana.

## Jurisdicción territorial
Comprendía las cuatro provincias catalanas: Barcelona, Gerona, Lérida y Tarragona. Su sede se hallaba en Barcelona, a la postre también la capital catalana.
La Región Militar responde ya a un modelo de defensa territorial histórico puesto que desde 2002 las Fuerzas Armadas españolas se organizan en unidades tácticas en función de los cometidos y misiones asignados.

## Historia
La división de España en Capitanías Generales data de 1705, cuando se ajustaron a los antiguos reinos que constituían la Monarquía Hispánica. Se trataban de trece regiones: Andalucía, Aragón, Burgos, Canarias, Castilla la Vieja, Cataluña, Extremadura, Galicia, Costa de Granada, Guipúzcoa, Mallorca, Navarra y Valencia. 
En 1898 se volvió a dividir el territorio peninsular en siete nuevas Regiones Militares, a la vez que se constituyeron las Comandancias Generales de Baleares, Canarias, Ceuta y Melilla. La IV Región Militar tiene su origen en la Capitanía General de Cataluña, manteniendo sede y las cuatro provincias del antiguo principado.
Tras la proclamación de la Segunda República, un decreto gubernamental disolvió las regiones militares y las sustituyó por las Divisiones Orgánicas. 
En julio de 1936, desempeñaba la jefatura de la IV División Orgánica el general de brigada Francisco Llano de la Encomienda.
Por decreto del 4 de marzo de 1939, antes de finalizar la guerra civil española, quedó restablecida la antigua Región Militar, que recuperaba las funciones de la desaparecida IV División Orgánica. A la nueva IV Región Militar se le asigna el IV Cuerpo de Ejército, con tres divisiones: la 41.ª (Barcelona), la 42.ª (Gerona) y la 43.ª (Lérida). El primer Capitán General de la región fue el General de división Eliseo Álvarez-Arenas.

## Mandos
| Segunda República - 1931: Eduardo López Ochoa - 1931-1935: Domingo Batet Mestres - 1935-1936: Francisco Llano de la Encomienda Guerra Civil - 1936: Francisco Llano de la Encomienda Dictadura franquista - 1939: Eliseo Álvarez-Arenas Romero (como General Jefe de los servicios de ocupación) - 1939-1941: Luis Orgaz Yoldi - 1941-1943: Alfredo Kindelán Duany - 1943-1945: José Moscardó Ituarte - 1945-1949: José Solchaga Zala - 1949-1957: Juan Bautista Sánchez González - 1957-1962: Pablo Martín Alonso - 1962-1965: Luis de Lamo y Peris - 1965-1967: José Luis de Montesino Espartero y Averly - 1967-1971: Alfonso Pérez Viñeta y Lucio - 1971-1973: Joaquín Nogueras y Márquez - 1973-1975: Salvador Bañuls y Navarro | Reinado de Juan Carlos I - 1975-1976: Salvador Bañuls y Navarro - 1976-1978: Francisco de Paula Coloma Gallegos y Pérez - 1978-1979: Antonio Ibáñez Freire - 1979-1980: Luis Otero Saavedra - 1980-1981: Antonio Pascual Galmés - 1981-1982: Ricardo Arozarena Girón - 1982-1983: José Antonio Sáez de Santamaría - 1983-1984: Luis Sáez Larumbe - 1984-1986: Fernando Rodríguez Ventosa - 1986: Baldomero Hernández Carreras En adelante, Región Militar Pirenaica Oriental - 1987: Baldomero Hernández Carreras - 1987-1991: José Luis Carrasco Lanzós - 1991-1993: Ricardo Marzo Mediano - 1993-1997: Antonio Martínez Teixidó En adelante, Región Militar Pirenaica - 1997-1999: Víctor Suanzes Pardo - 1999-2000: Rafael de Valenzuela Teresa - 2000-2003: Luis Alejandre Sintes (último) |

## Organización
Esta región militar disponía de una guarnición de poca importancia. En Cataluña, existían dos grandes Unidades: La BRIDOT IV y la División de Montaña Urgel 4, que sumaban unos 15.000 hombres. En febrero de 1981, las fuerzas de ambas eran:
BRIDOT IV (Brigada de Infantería de Defensa Operativa del Territorio IV):
- Cuartel general. Gerona.
- Regimiento de Infantería Jaén n.º 25. Barcelona.
- Regimiento de Infantería Badajoz n.º 26. Tarragona.
- Plana Mayor Reducida (PLMR) del Regimiento de Infantería Ultonia n.º 59. Gerona.
- COE N.º 41. Barcelona. Adscrita al Regimiento Jaén n.º 25.
- COE N.º 42. Tarragona. Adscrita al Regimiento Badajoz n.º 26.
- GLC IV. Gerona.
- RACA N.º 22. Gerona.
- Batallón Mixto de Ingenieros IV. Gerona.
- Agrupación Mixta de Encuadramiento N.º 4. Gerona.

División de Montaña Urgel N.º 4 :
- Cuartel general. Lérida.
- Núcleo de Tropas Divisonarias:  
  - Compañía de Esquiadores- Escaladores. Viella (Lérida).
  - RECLAC Numancia n.º 9. Barcelona.
  - RACA n.º 21. Lérida.
  - GAA Ligero. Lérida.
  - Regimiento Mixto de Ingenieros N.º 4. Barcelona.
  - Música Divisionaria. Agregada al Regimiento de Cazadores de Montaña Barcelona N.º 63, Lérida.
  - Parque de Artillería. Lérida.
  - Compañía de Policía Militar n.º 4. Lérida.
  - Grupo de Intendencia. Lérida.
  - Compañía de Transportes. Lérida.
- Brigada de Cazadores de Montaña XLI:  
  - Cuartel general. Lérida.
  - Regimiento de Cazadores de Montaña Arapiles n.º 62. Seo de Urgel (Lérida).
  - Regimiento de Cazadores de Montaña Barcelona n.º 63. Lérida, con un Batallón en Berga (Barcelona).
  - Grupo de Artillería a lomo XLI. Lérida.
  - Batallón Mixto de Ingenieros XLI. Lérida.
  - Compañía de Intendencia. Lérida.
  - Compañía de Sanidad. Lérida.
  - Unidad de Veterinaria. Lérida.